# Dongxiang (ethnie)
Pour les articles homonymes, voir Dongxiang (homonymie).

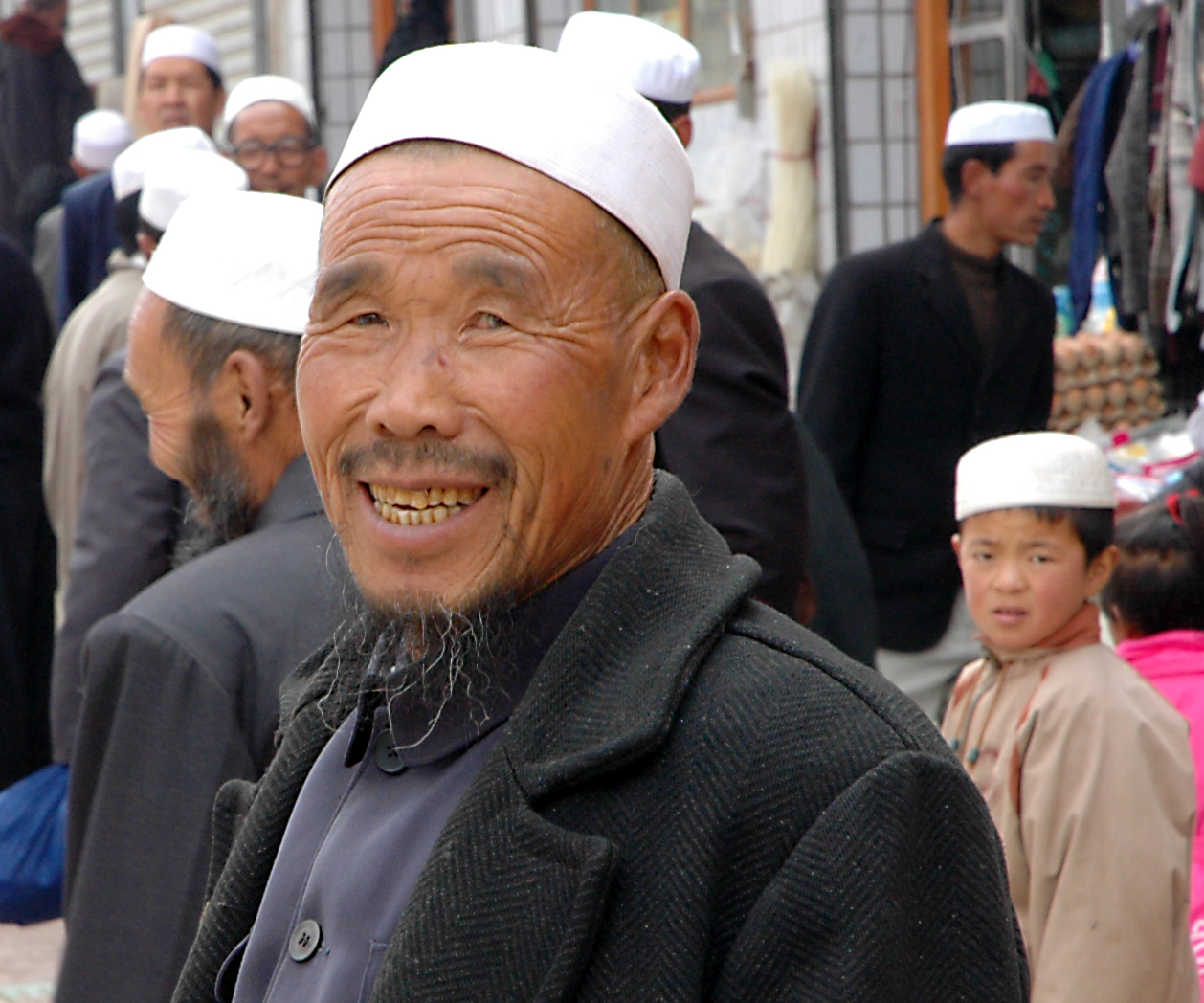
Dongxiang au Gansu

Les Dongxiang (chinois simplifié : 东乡族 ; chinois traditionnel : 東鄉族 ; pinyin : Dongxiang zú) sont un groupe ethnique étroitement lié aux Mongols. Ils constituent l'un des 56 groupes ethniques officiellement identifiés par la république populaire de Chine.
Le district autonome Dongxiang, qui fait partie de la préfecture autonome hui de Linxia dans la province du Gansu, regroupe sur moins de 1 500 km2 plus de la moitié des Dongxiang, les autres étant principalement répartis dans le reste du Gansu et dans la région autonome du Xinjiang.
Leur langue, également désignée sous le nom de dongxiang, est une des langues mongoles. Selon le recensement de 2000, leur population s'élève à 513 805 habitants.
Les Dongxiang sont devenus musulmans    vers le XIVe siècle. Les archives historiques indiquent qu'en 1340, un missionnaire nommé 哈木则 Hāmùzé est venu d'Asie centrale chez les Dongxiang afin de prêcher l'islam.